# Consejo de Ministros de la República Socialista Soviética de Bielorrusia
El Consejo de Ministros de la República Socialista Soviética de Bielorrusia (en bielorruso: Савет Міністраў БССР, en ruso: Совет министров Белорусской ССР) era el máximo órgano ejecutivo y administrativo de la República Socialista Soviética de Bielorrusia, desde 1946, tras reemplazar al Consejo de Comisarios del Pueblo, hasta 1991, con la disolución de la Unión Soviética.

## Historia
El Consejo de Ministros de la República Socialista Soviética de Bielorrusia fue establecido por Decreto del Presídium del Sóviet Supremo, el 26 de marzo de 1946, como reemplazo del Consejo de Comisarios del Pueblo de la RSS de Bielorrusia.
Esto se debió al hecho de que anteriormente, el 15 de marzo de 1946, la ley de la Constitución Soviética estipuló "Sobre la transformación del Consejo de Comisarios del Pueblo de la URSS en el Consejo de Ministros de la URSS y los Consejos de Comisarios del Pueblo de las Repúblicas en los Consejos de Ministros de las Repúblicas».

## Potestades
De acuerdo con la Constitución de la República Socialista Soviética de Bielorrusia, el Consejo de Ministros de la RSS de Bielorrusia era formado a instancias del Sóviet Supremo de la RSS de Bielorrusia.
Por recomendación del Presidente del Consejo de Ministros de la RSS de Bielorrusia, el Sóviet Supremo de la RSS de Bielorrusia podría incluir a los jefes de otros órganos y organizaciones gubernamentales.
El Consejo de Ministros de la RSS de Bielorrusia era responsable ante el Soviet Supremo de la RSS de Bielorrusia y, en el período entre sus sesiones, ante su Presídium. El Consejo de Ministros estaba obligado a informar regularmente sobre su trabajo al Sóviet Supremo, y a renunciar ante el recién elegido Sóviet en su primera sesión.
Los poderes del Consejo de Ministros de la República Socialista Soviética de Bielorrusia incluían la resolución de todos los asuntos de la administración pública referidos a la RSS de Bielorrusia, ya que no caían dentro de la competencia del Soviet Supremo local ni de su presídium.
El Presídium del Consejo de Ministros de la RSS de Bielorrusia estaba integrado por el presidente, el Primer Adjunto, los Vicepresidentes, y otros miembros del Gobierno bajo el Ley del Consejo de Ministros. Era necesario abordar temas relacionados con el manejo de la economía nacional, y otros temas de la administración pública.
El Consejo de Ministros de la RSS de Bielorrusia emitió resoluciones y órdenes sobre la base y con el propósito de implementar actos legislativos de la Unión Soviética y la RSS de Bielorrusia, así como de organizar y verificar la implementación de las resoluciones y órdenes del Consejo de Ministros de la Unión Soviética. Las resoluciones y órdenes del Consejo de Ministros de la RSS de Bielorrusia eran vinculantes para todo el territorio de la república.

## Lista de Presidentes
| N.º | Presidente | Presidente              | Partido político | Partido político  | Tenencia                                      |
| --- | ---------- | ----------------------- | ---------------- | ----------------- | --------------------------------------------- |
| 1   |            | Panteleimón Ponomarenko |                  | Partido Comunista | 26 de marzo de 1946 - 17 de marzo de 1948     |
| 2   |            | Alekséi Kleshchev       |                  | Partido Comunista | 17 de marzo de 1948 - 24 de julio de 1953     |
| 3   |            | Kiril Mázurov           |                  | Partido Comunista | 24 de julio de 1953 - 28 de julio de 1956     |
| 4   |            | Nikolái Avjimovich      |                  | Partido Comunista | 28 de julio de 1956 - 9 de abril de 1959      |
| 5   |            | Tijon Kiselyev          |                  | Partido Comunista | 9 de abril de 1959 - 11 de diciembre de 1978  |
| 6   |            | Aleksándr Aksiónov      |                  | Partido Comunista | 11 de diciembre de 1978 - 8 de julio de 1983  |
| 7   |            | Vladímir Brovikov       |                  | Partido Comunista | 8 de julio de 1983 - 10 de enero de 1986      |
| 8   |            | Mijaíl Kovalev          |                  | Partido Comunista | 10 de enero de 1986 - 7 de abril de 1990      |
| 9   |            | Viacheslav Kébich       |                  | Partido Comunista | 7 de abril de 1990 - 19 de septiembre de 1991 |